# Туи Хоа
Туи Хоа (виј. Tuy Hòa) је град у Вијетнаму у покрајини Phú Yên. Према резултатима пописа 2009. у граду је живело 177.944 становника.